# 神戸住環境整備公社
一般財団法人神戸住環境整備公社（いっぱんざいだんほうじんこうべじゅうかんきょうせいびこうしゃ、英語名: Kobe Residential Management Authority）は、兵庫県神戸市において都市再開発・土木・建築・駐車場・公益施設等の管理・観光レクリエーション関連事業等および、神戸市から委託を受けて下水道関連事業を行う公共企業体である。1963年5月18日に財団法人神戸市都市整備公社として設立された。2012年4月1日、財団法人から一般財団法人に移行し、2013年1月1日に名称を一般財団法人神戸すまいまちづくり公社に変更。2022年5月1日に一般財団法人神戸住環境整備公社に改称した。

## 沿革
- 1963年5月18日 財団法人神戸市都市整備公社として設立。
- 1965年11月 住宅建設事業を神戸市住宅供給公社に移管。
- 1972年4月 六甲有馬ロープウェーの事業継承。
- 1973年7月 公共用地先行取得事業を神戸市土地開発公社に移管。
- 1977年7月 神戸市交通局から摩耶ロープウェーの事業継承。
- 1991年10月 新神戸ロープウェー開業。
- 1996年 神戸都市振興株式会社の事業継承。
- 2000年4月 財団法人神戸市下水道公社の事業継承。六甲摩耶鉄道から摩耶ケーブルを無償譲受。
- 2006年4月 清里ハイランドパークが指定管理者として新神戸ロープウェーを運営。
- 2008年 社団法人神戸国際カントリー倶楽部の事業継承[3]。
- 2010年4月 新神戸ロープウェーの営業権を神戸リゾートサービスに譲渡。
- 2012年4月1日 財団法人から一般財団法人に移行。神戸市住宅供給公社の解散に伴い、同公社から賃貸住宅管理事業などを継承。
- 2013年1月1日 一般財団法人神戸すまいまちづくり公社に名称変更[1]。
- 2022年5月1日 一般財団法人神戸住環境整備公社に名称変更[2]。
- 2023年4月1日 摩耶ケーブル・摩耶ロープウェー・六甲有馬ロープウェー、北神戸ゴルフ場などをこうべ未来都市機構に譲渡[4]。

## 各事業の概要
- すまいまちづくり事業 - 住居に関する総合相談窓口「すまいるネット」の運営
- 都市再開発関連事業 - 新長田駅前ビル内旧ジョイプラザ・三ノ宮駅東のサンパルの運営、六甲道・垂水・舞子駅前再開発地区のビル管理
- 賃貸住宅関連事業 - 特定優良賃貸住宅・特定目的借上公共賃貸住宅・一般賃貸住宅の管理
- インフラ整備支援・東日本震災関連事業 - 地元企業の海外進出支援、被災地復興支援
- 公益施設などの整備事業 - 公益施設及び学校の建設、マンション大規模修繕の支援
- 公益施設などの管理事業 - 神戸国際ビジネスセンターの運営、神戸インキュベーションオフィスの管理
- 駐車場施設関連事業 - 市有地の暫定利用駐車場管理運営、公営駐車場・市営住宅駐車場管理
- 下水道関連事業 - 下水道施設の設置・管理、垂水スポーツガーデンの管理運営、農業集落排水処理

### ロープウェー・ケーブルカー事業
観光レクリエーション施設関連事業のひとつとして、六甲山・摩耶山で以下のロープウェイ・ケーブルカーを運営していた。
- 六甲有馬ロープウェー
日本一長いロープウェー（全長5km）であるが、利用者減に伴い2004年12月19日をもって表六甲線 (2.3 km) が休止された[5]。
- 摩耶ケーブル（まやビューライン夢散歩） - 六甲摩耶鉄道より無償譲受
- 摩耶ロープウェー（まやビューライン夢散歩） - 神戸市交通局より移管

上記はいずれも2023年4月にこうべ未来都市機構に譲渡した。
以前は新神戸ロープウェー（神戸夢風船）も運営していたが、指定管理者制度の導入に伴い2006年4月1日から2010年3月31日まで山梨県でスキー場「サンメドウズ」などを運営する清里ハイランドパークが指定管理者として運営した後、2010年4月1日より神戸リゾートサービスに営業権が譲渡され、2011年4月1日から「神戸布引ロープウェイ」と改称されている。

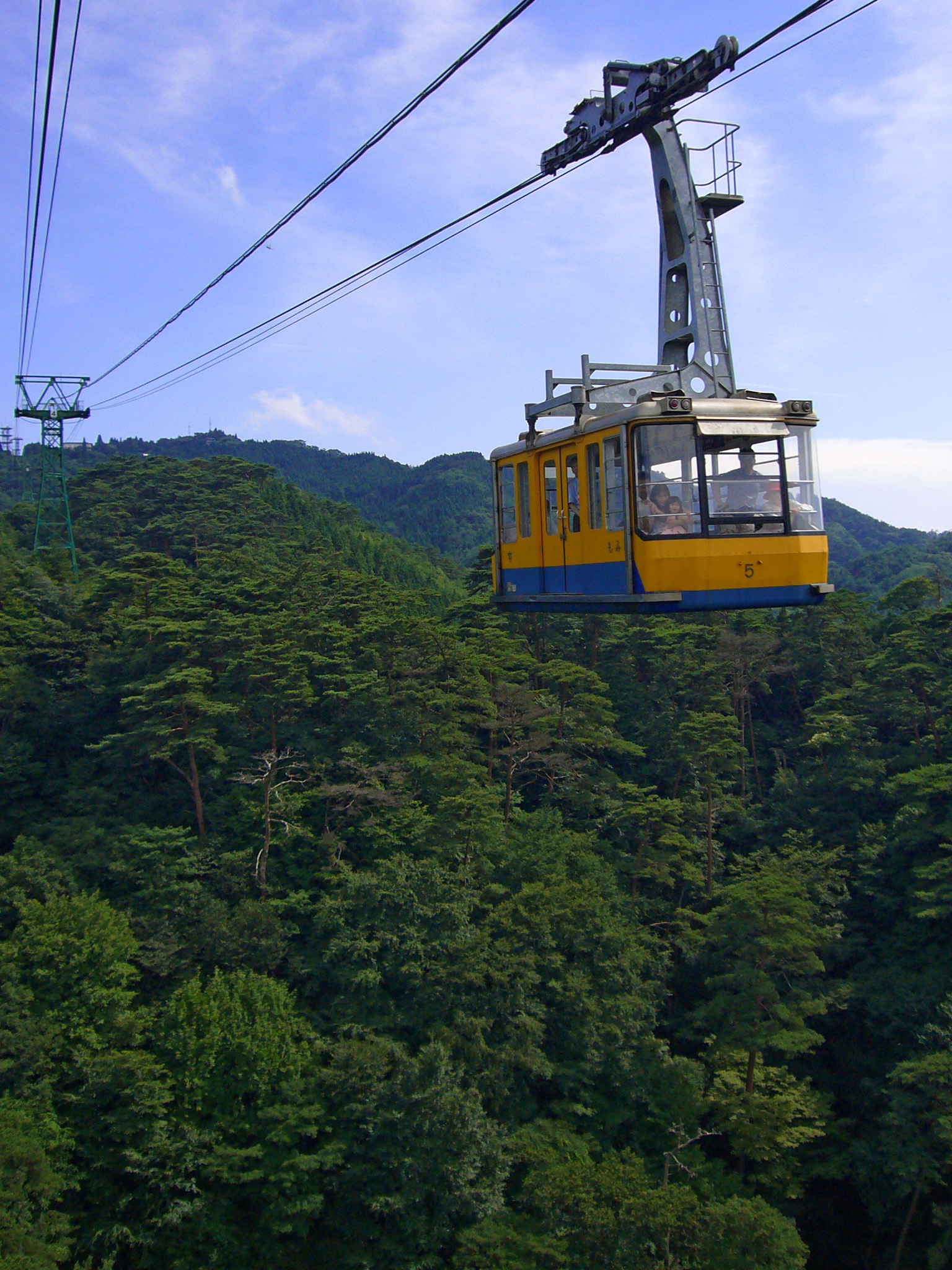
六甲有馬ロープウェー
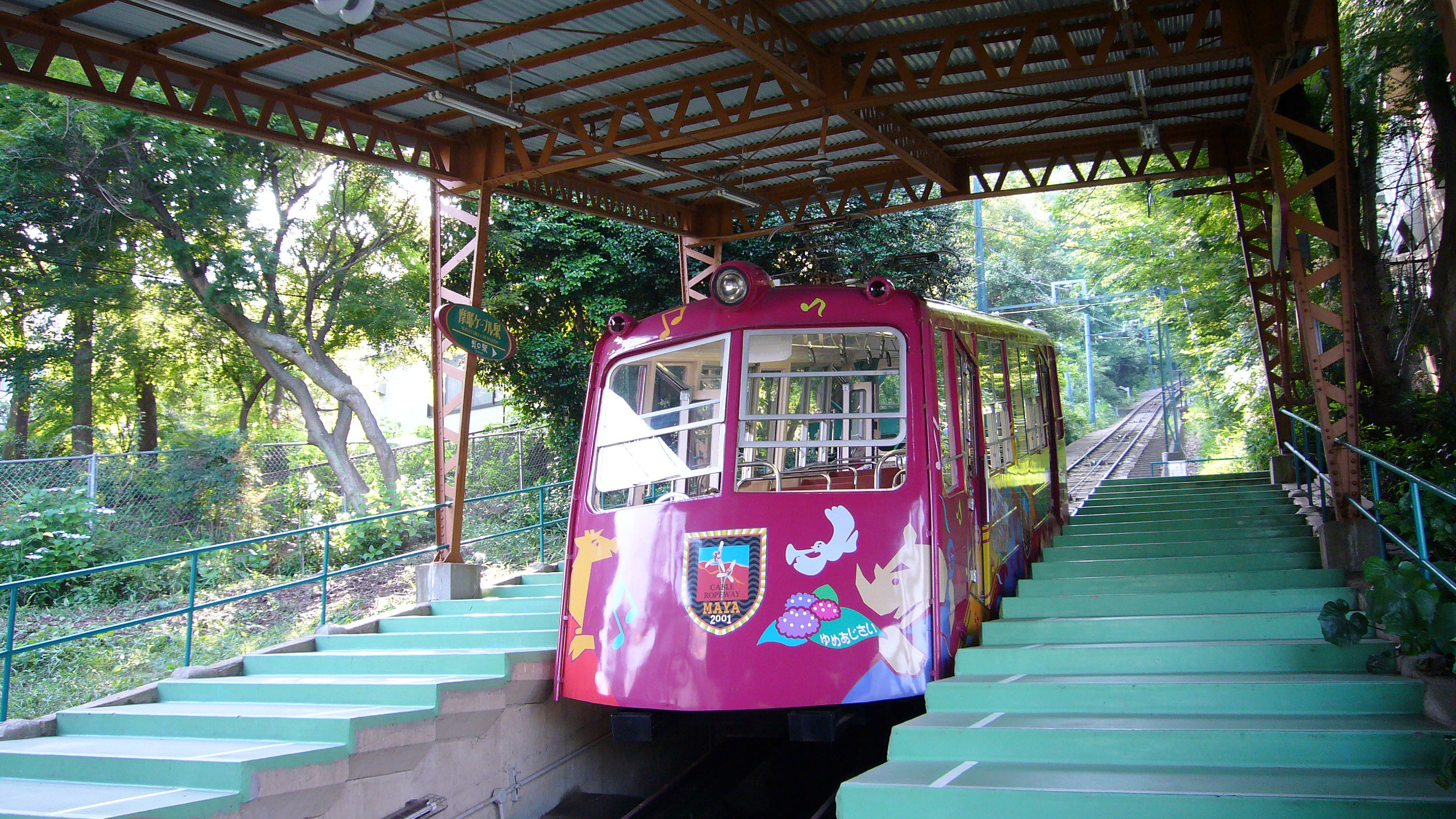
摩耶ケーブル
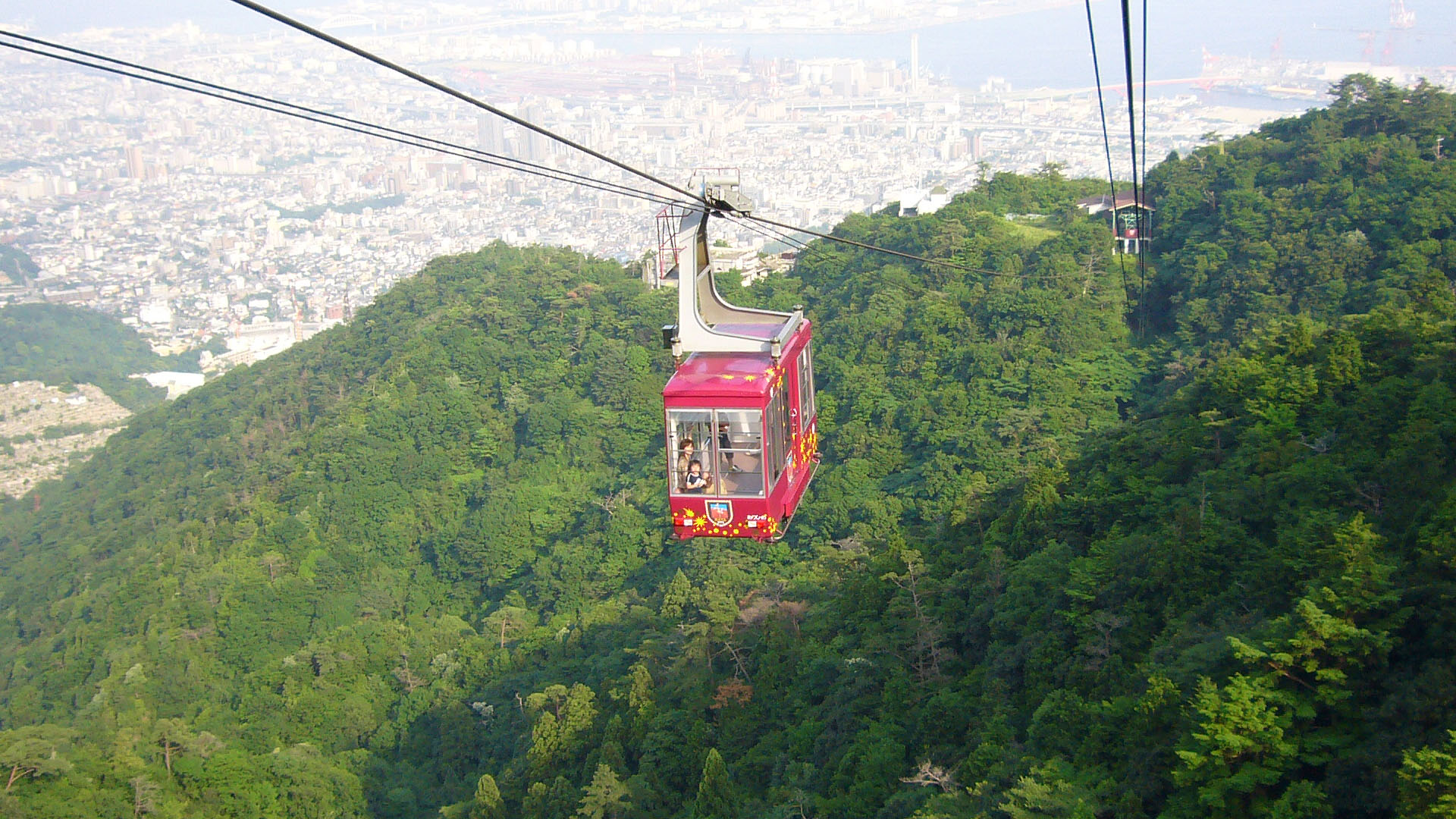
摩耶ロープウェー